# 五個相撲的少年
《五个相扑的少年》（日语：シコふんじゃった。）是1992年上映的日本喜剧电影，講述五个因為不同目的而加入相扑部的大学生在练习相扑的过程中找到各自人生道路的故事。電影由周防正行执导，本木雅弘主演，其他演員包括竹中直人、松田胜、清水美沙、柄本明。電影於1994年在香港灣仔影藝戲院獨家上映超過300多日，取得六百多萬港元票房，僅次於該院上映的另一部日本喜劇《搶錢家族》。

## 故事简介
教立大学社会学系四年级学生山本秋平（本木雅弘饰）將要毕业，被毕业论文指导教授兼大学相扑部顾问的穴山（柄本明饰）召見，指他旷课太多所以不能結予他学分，除非他愿意加入大学相扑部。秋平在沒有其他选择之下，被逼加入相扑部，當年相撲部只有一个留级多年、身材单薄的青木（竹中直人饰），相继加入的几位成員亦有不同情况：胖子田中是虔诚的基督徒；大一新生春雄是秋平的弟弟，加入纯属逼于无奈。他們仓促成军，在比赛中度接连失利，引起群众耻笑辱骂。面对嘲笑，他們开始认真训练，希望在下次比赛之中得到好成绩，英国留学生斯迈利後來亦加入相扑部，他坚持要穿短裤在相扑带內，但正式比赛這樣做屬犯规，他不肯出场白白讓對手得分。

## 外部連結
- 互联网电影数据库（IMDb）上《五個相撲的少年》的资料（英文）
- 豆瓣电影上《五個相撲的少年》的資料 （简体中文）